# Artaba
Artaba je stará jednotka objemu. Její hodnota kolísala v rozmezí 13 l až 72 l. Uváděna byla rovněž jako Artoba. Názvem artaba se pak také někdy označovaly jednotky batha a metretes.
Převodní vztahy:
- v Afghánistánu a Íránu 1 artaba = 65,24 l, v jiných případech pak její velikost byla v rozmezí 56 l až 72 l a tvořila 200 sextario = 50 čenika = 25 kapiša = 8 collothun
  - 1 artaba menor = 12,59 l = 1/40 achane